# Кейвиън Люис
Кейвиън Люис (на английски: Kayvion Lewis) е американска библиотекарка и писателка на произведения в жанра приключенски роман и юношеска литература.

## Биография и творчество
Кейвиън Люис е родена в Шривпорт, Луизиана, САЩ. Работейки с млади читатели и деца от шестнадесетгодишна, след дипломирането си работи като библиотекар на младежките служби. После се премества в Ню Йорк.
Първият ѝ роман „Гамбит на крадците“ е издаден през 2023 г. На 17 години Рос Куест вече е майсторка на кражбите и плановете за бягство. Но нейното собствено бягство от семейството ѝ поставя живота на майка ѝ на карта. За да спаси семейството си тя се включва в „Гамбита на крадците“ – серия от опасни международни обири, в които убийството на конкуренцията е възможно, а успехът е решаващ. Но неин конкурент става заклет враг от детството, но и изкусителен красавец, който привлича сърцето ѝ, а това е сериозна пречка. Романът става бестселър в списъка на „Ню Йорк Таймс“ и я прави известна. Правата за филм са закупени от Лайънсгейт.
Кейвиън Люис живее в Ню Йорк.

## Произведения

### Самостоятелни романи
- Thieves' Gambit (2023)[1][2][3]
Гамбит на крадците, изд.: ИК „Бард“, София (2024), прев. Радослав Христов